# 38-й об'єднаний навчальний центр (Україна)
38-й "Васильківський" об'єднаний навчальний центр Харківського національного університету Повітряних сил імені Івана Кожедуба (38 ОНЦ, військова частина А0704) — навчальний центр Повітряних сил Збройних сил України, в якому проходять підготовку молодші спеціалісти для підрозділів авіації, протиповітряної оборони та радіотехнічних підрозділів Повітряних сил. Розташований у місті Васильків Київської області.
Створений на базі окремого факультету підготовки молодших спеціалістів Київського інституту Військово-повітряних сил (раніше — Васильківське військове авіаційно-технічне училище) одночасно із цивільним фаховим коледжем Державного університету «Київський авіаційний інститут».

## Керівний склад
- 2020 — полковник Максим Олександрович Горєвой[6][7]

## Втрати
- майор Олексієнко Сергій Олександрович (1987—2022), заступник командира батальйону з МПЗ, загинув 1 березня 2022 року при відбитті нападу диверсійної групи росіян; орден «За мужність» III ступеня (посмертно).
- старший солдат Прокопенко Олександр Сергійович (2001—2022), стрілець взводу охорони, загинув 27 лютого 2022 року при відбитті нападу диверсійної групи росіян; орден «За мужність» III ступеня (посмертно)[8].
- молодший сержант Ворожко Олександр Миколайович (13 березня 1990 — 1 березня 2016), загинув у селі Бердянське, Донецька область[9].